# Rydöbruk
Rydöbruk är en tätort i Torups distrikt i Hylte kommun i Hallands län (på gränsen mellan Halland och Småland).

## Historia
Landskapsgränsen mellan Halland och Småland går rakt igenom orten. Ett tio meter högt flyttblock intill gamla riksväg 26 (Nissastigen) mitt i samhället anger var gränsen går.
Rydöbruk är ett av Hallands läns äldsta brukssamhällen. En järnmanufaktur anlades intill Nissan 1742. Grundare var David Haberman som även ägde Ettarps säteri och glasbruk och som ärvt hemmanet Ryd vid Knystafallen i Nissan. Han ansökte om privilegium att starta ett järnmanufaktur i Ryd. Tillstånd gavs i januari 1742 för verket såsom en efterföljare till stålbruket i Gammalsbo i Torups socken. Verket i Rydö previlegierades för två kniphammare, tråddrageri och manufaktursmide av bland annat saxar, sågblad och städ. Stångjärnet skulle skaffas från Nissafors bruk och stålet från Wedevåg. En kanal anlades vid Nissan och en ö bildades. Vid besiktning 1750 fanns 10 byggnader uppförda. De först mästersmederna kom inflyttade från Wedevåg. År 1748 sålde David Haberman bruket i Rydö och flera hemman till Jonas Sommer i Laholm.

Av produktionen dominerade järn- och ståltråden. Man tillverkade även knivar, saxar, förtenta låsar och fönstebeslag. Även grövre smide som fyrfat, spadar, hackor och yxor tillverkades i Rydö. Den bruksanläggning som Haberman skapade fortlevde på platsen i 120 år.
Samhället fick sin första stora industri när Rydö Bruks AB grundlades 1897 – moderna fabriker för tillverkning av sulfitmassa och papper. Tillgång på vattenkraft, virke och järnvägstransporter gav förutsättningarna och från starten hade industrin cirka 300 anställda.
Järnvägen Halmstad–Torup blev färdig 1874 medan sträckan Järnvägslinjen Halmstad–Nässjö i sin helhet blev färdig först 1882. Järnvägen från Torup till Rydöbruk, 3,5 km, öppnade 1898 inför byggandet av Rydöbruks sulfitfabrik. År 1909 förlängdes banan till Hyltebruk och kom därmed att kallas Järnvägslinjen Torup–Hyltebruk.
Under första världskrigsåren lades papperstillverkningen ned men sulfitmassaproduktionen fortsatte. Strax efter andra världskriget upphörde också massaproduktionen till förmån för motsvarande industri i grannsamhället Hyltebruk. Flera mindre industrier etablerade sig i de gamla bruksbyggnaderna och bidrog till utvecklingen av samhället under 1950-, 60- och 70-talen. Numera är Rydöbruk ett villasamhälle med en kvarvarande industriell arbetsgivare, M2 retail solutions, ett specialsnickeri som tillverkar bland annat butiksinredningar.

### Befolkningsutveckling
| Befolkningsutvecklingen i Rydöbruk 1960–2020 | Befolkningsutvecklingen i Rydöbruk 1960–2020 | Befolkningsutvecklingen i Rydöbruk 1960–2020 | Befolkningsutvecklingen i Rydöbruk 1960–2020 | Befolkningsutvecklingen i Rydöbruk 1960–2020 |
| -------------------------------------------- | -------------------------------------------- | -------------------------------------------- | -------------------------------------------- | -------------------------------------------- |
|                                              |                                              |                                              |                                              |                                              |
| År                                           |                                              |                                              | Folkmängd                                    | Areal (ha)                                   |
| 1960                                         | 1960                                         |                                              | 679                                          |                                              |
| 1965                                         | 1965                                         |                                              | 657                                          |                                              |
| 1970                                         | 1970                                         |                                              | 650                                          |                                              |
| 1975                                         | 1975                                         |                                              | 601                                          |                                              |
| 1980                                         | 1980                                         |                                              | 554                                          |                                              |
| 1990                                         | 1990                                         |                                              | 428                                          | 114                                          |
| 1995                                         | 1995                                         |                                              | 408                                          | 114                                          |
| 2000                                         | 2000                                         |                                              | 380                                          | 114                                          |
| 2005                                         | 2005                                         |                                              | 385                                          | 114                                          |
| 2010                                         | 2010                                         |                                              | 388                                          | 114                                          |
| 2015                                         | 2015                                         |                                              | 367                                          | 83                                           |
| 2020                                         | 2020                                         |                                              | 408                                          | 84                                           |
|                                              |                                              |                                              |                                              |                                              |

## Samhället
På orten fanns en låg- och mellanstadieskola kallad Rydöbruks skola. En golfbana och ett ridhus och samhället präglas av den bruksmiljö som byggdes upp under början av 1900-talet. Rydöbruks missionshus skyddas som byggnadsminne. Rydöbruks kapell byggdes 1922. Samhället ligger också längs järnvägslinjen Torup–Hyltebruk, som utnyttjas för godstransporter till och från tidningspappersbruket i Hyltebruk.
Rydö Historiska Förening bildades år 1986 med syfte att bevara historien kring brukssamhället Rydöbruk. Föreningen förvaltar och äger ett museum där föreningen ställer ut sina historiska samlingar av föremål, fotografier och berättelser. Utställningarna speglar Hyltetrakten bland näringsidkarna och människorna som har verkat i bygden från sena 1700-talet till slutet av 1900-talet.
Museet är lokaliserat i en f d sjukstuga som tidigare tillhörde Rydö Bruks och Fabriks AB. 
År 1990 togs ett nytt kraftverk i drift, Hylte kraftverk. Fallhöjden anges till 63 meter och produktionen till 100 GWh.
I Rydöbruk ligger restaurang Knystaforsen, som fick en stjärna i Guide Michelin år 2022.

## Sport
I Rydöbruk ligger en 18-håls golfbana och här har Hylte ryttarförening sin ridsportanläggning på Rydö gård.